# Holger Nielsen
Holger Louis Nielsen (Copenaghen, 18 dicembre 1866 – Hellerup, 26 gennaio 1955) è stato uno schermidore, tiratore a segno e discobolo danese.

## Carriera
Partecipò alle gare di atletica leggera, di tiro a segno e di scherma delle prime Olimpiadi moderne che si svolsero ad Atene nel 1896, nel lancio del disco, classificandosi ultimo.
Nel tiro a segno vinse la medaglia d'argento nella pistola libera, con 285 punti, dietro solo a Sumner Paine, e la medaglia di bronzo nella rivoltella libera, con punteggio sconosciuto, mentre si classificò quinto nella rivoltella militare e si ritirò nella carabina militare.
Vinse una medaglia di bronzo anche nella Scherma ai Giochi della I Olimpiade - Sciabola maschile, dietro ai greci Iōannīs Geōrgiadīs e Tīlemachos Karakalos.
Fu inoltre probabilmente l'inventore delle regole della pallamano.

## Palmarès
In carriera ha conseguito i seguenti risultati:
- Giochi olimpici

Atene 1896: argento nella pistola libera e nella sciabola individuale, bronzo nella rivoltella libera.